# Harpegnathos venator

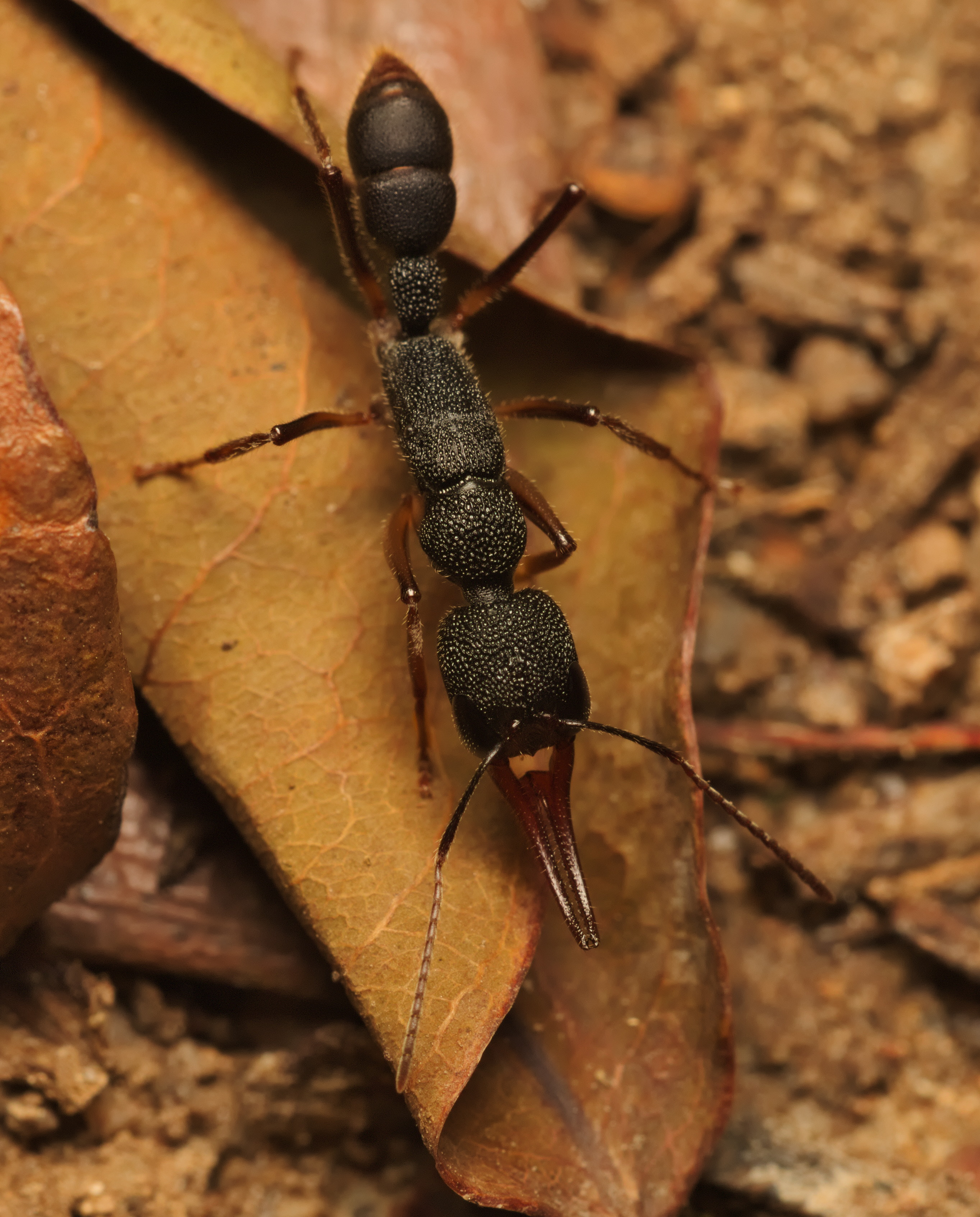
Муравей Harpegnathos venator

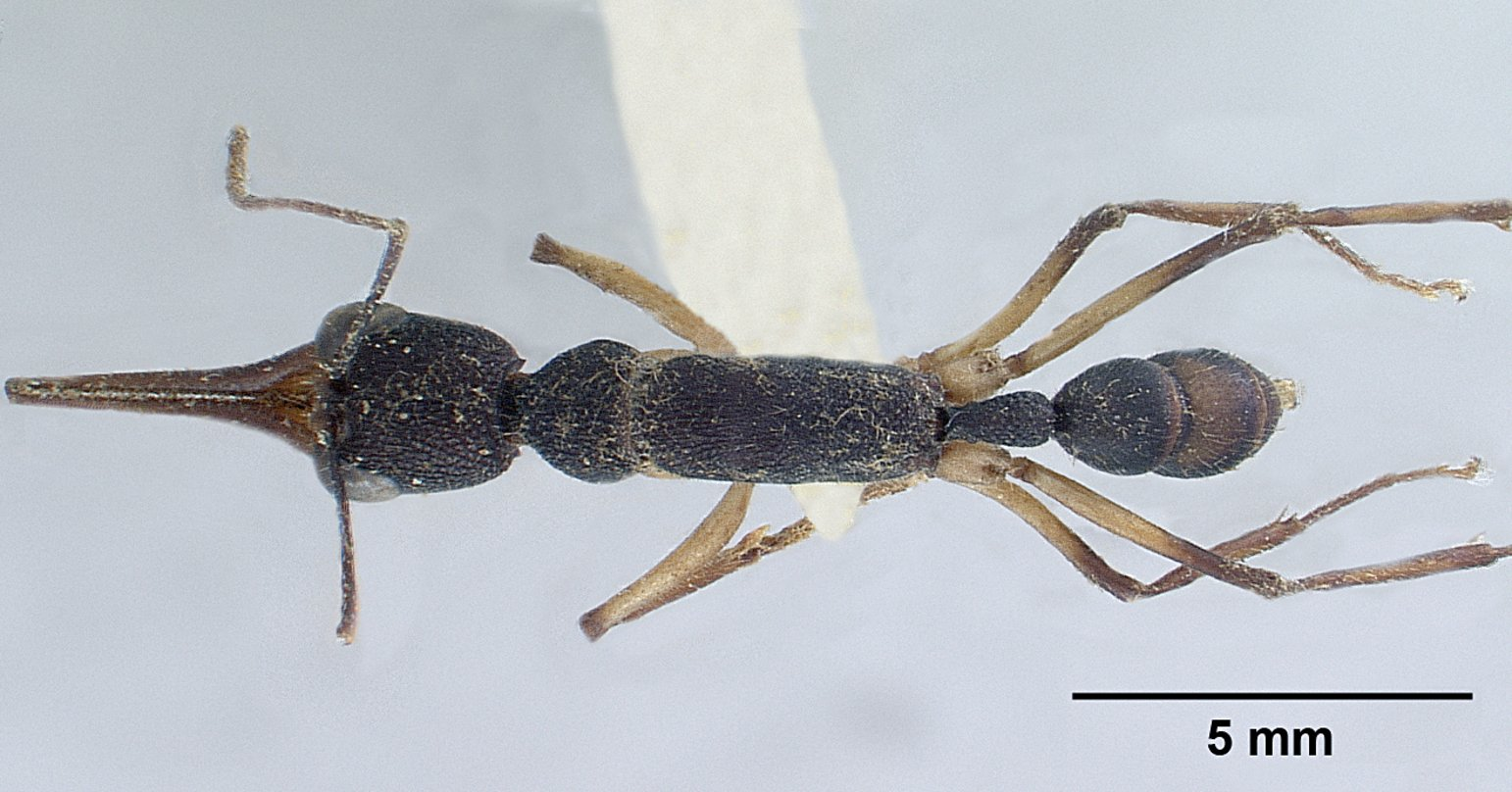
Муравей Harpegnathos venator

Harpegnathos venator (лат.) — вид прыгающих муравьёв из подсемейства Ponerinae (Formicidae).

## Распространение
Индия и Юго-Восточная Азия. Во Вьетнаме редок, встречается на лесных опушках и в редколесье.

## Описание
Длина тела: 16—18 мм (рабочие), 18—20 мм (самки), 10 мм (самцы). Рабочий: чёрный; мандибулы, наличник, усики и ноги буровато-желтые, усики каштановые, вершина брюшка буровато-ржавая; голова и грудь в грубо-решетчатой пунктировке; брюшко в мелко густо-сетчатой пунктировке, матовое, с несколькими крупными неглубокими точками. Голова, грудь и брюшко покрыты довольно редкими короткими торчащими светлыми волосками; опушение незначительное, но довольно обильное. Усики 12-члениковые. Стебелёк одночлениковый (петиоль).
Матка: похожа на рабочих, но брюшко в длинных продолговатых точках, простые глазки (оцеллии) посередине лба. Грудь и брюшко более массивные и как у Harpegnathos saltator.
Самец: мандибулы широкие в основании, вытянутые, узкие и тонкие к вершине, которая направлена вперёд. Голова прямоугольная, несколько закругленная, её ширина больше длины. Глаза несколько меньше, чем у королевы. Короткое углубление между мезонотумом и скутеллюмом, окаймленное килями и сильно исчерченное внутри. Гладкий и блестящий, за исключением грубо морщинистой, точечной или исчерченной груди (продольно на заднеспинке). Покрыт мелким желтоватым опушением, густым на ногах, реже в других местах. Первый сегмент брюшка грушевидный и имеет вид образующего второй узел стебелька, небольшую перетяжку между вторым и третьим сегментами. Грудь и петиоль буровато-чёрные, голова и базальный сегмент брюшка красновато-жёлтые. Остальное брюшко жёлтое с красным оттенком. Ноги и усики очень бледные буроватые.
Многофункциональные мандибулы демонстрируют пространственно-зависимую морфологию и двухосную кинематику, что в совокупности позволяет ему выполнять различные ежедневный труд от охоты и нападения до тщательного ухода за мелкими муравьиными яйцами. Есть пространственно-зависимая морфология: в дистально-средней части мандибула имеет двухрядные непараллельные зубы, обеспечивающие мощный зажим. В проксимальной части мандибула имеет гладкую вогнутость, которая используется исключительно для осторожного захвата муравьиных яиц. С другой стороны, мандибула вращается вокруг двух ортогональных осей, одновременно изменяя расстояние и конфигурацию жвал.

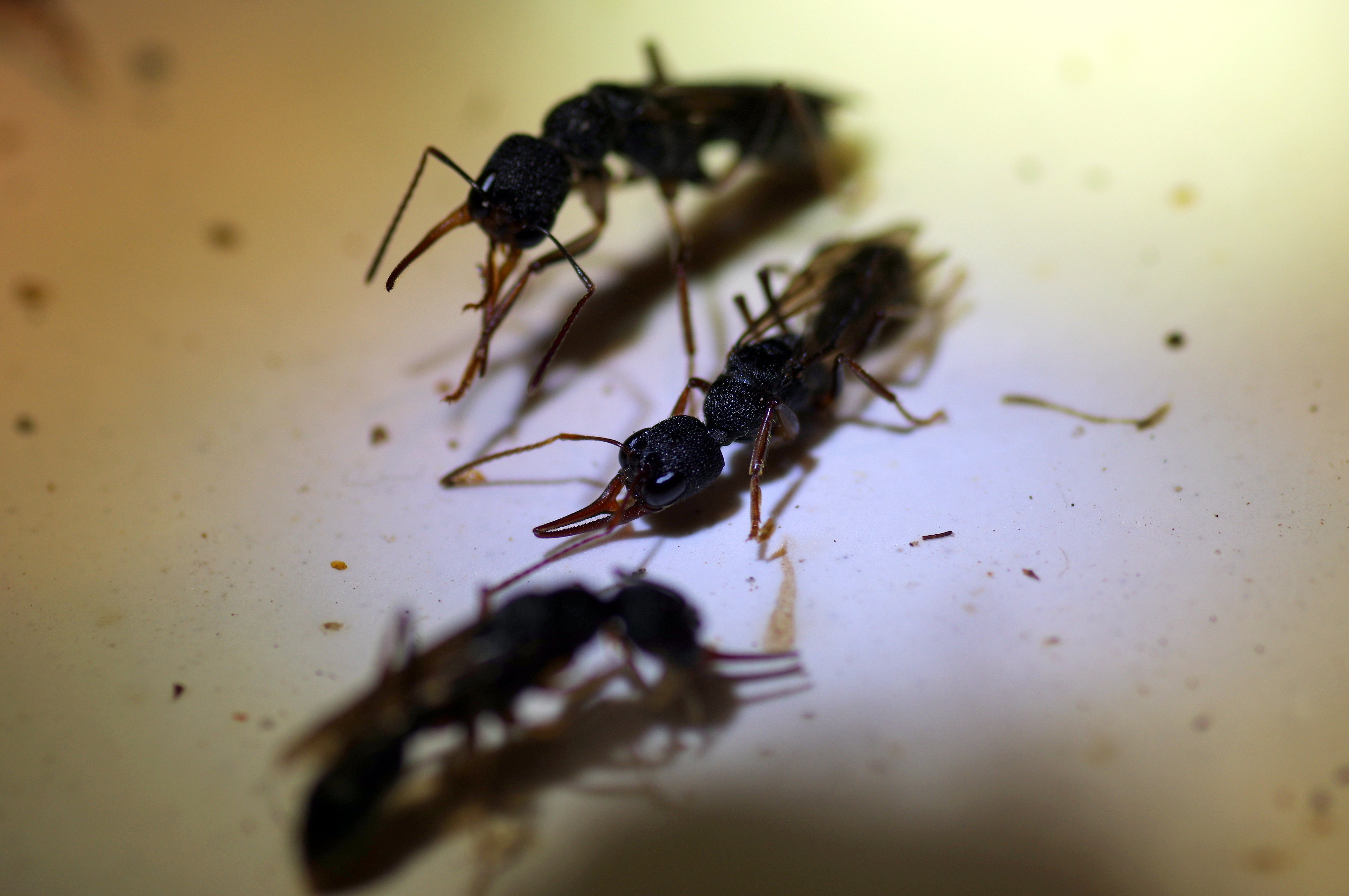
Самки
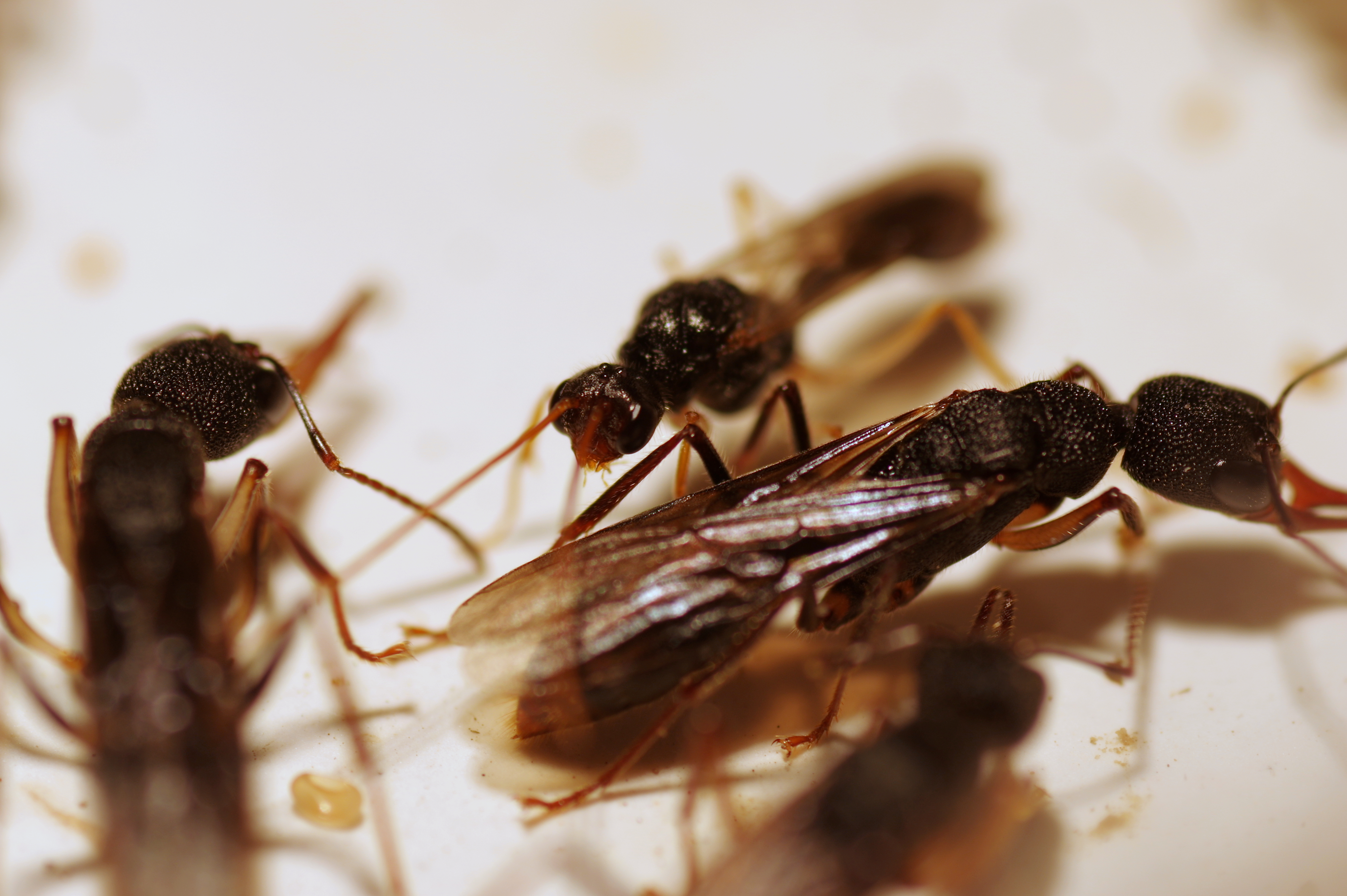
Самец и самки

## Биология
Активные хищники с крупными глазами. Муравейники устраивают в почве. Гнёзда Harpegnathos venator имеют входы с диаметром воронки около 3 см и состоят из двух-трёх камер, полы которых были ровными и гладкими. Полы и стены внутри камер были украшены несколькими мелкими фрагментами коконов, что получило название «обои» («wall-papering»). Большинство колоний включало одну или несколько спарившихся маток, которые откладывали яйца. В Таиланде в нескольких колониях были обнаружены девственные бескрылые матки, но было очень мало колоний без маток, которые размножались спаривающимися рабочими. Колонии H. venator воспроизводились в основном спаривающимися матками, хотя присутствовало много спаривающихся рабочих. Архитектура гнезда H. venator была аналогична таковой у Harpegnathos saltator, но репродуктивная структура колонии была иной: колонии маток H. saltator всегда моногинны, часто встречаются колонии без маток, которые размножаются с помощью гамэргатов. Более того, девственные бескрылые матки никогда не встречаются у H. saltator.
У Harpegnathos venator трофические яйца откладывались не репродуктивными самками, в том числе девственными рабочими, девственными матками и спаренными, но бесплодными рабочими. Все трофические яйца были съедены спарившимися матками или гамэргатами (спарившимися и яйцекладущими рабочими). Скорость трофической яйцекладки составляла всего 0,0187 на особь в час (то есть в среднем одно яйцо каждые двое суток 5 ч 29 мин).

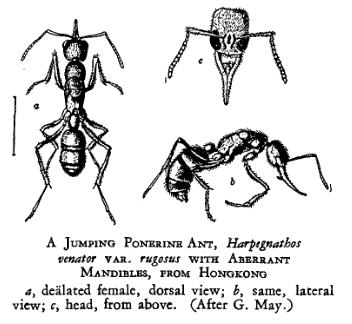
Рисунок матки из статьи 1927 года

Колонии муравья Harpegnathos venator образуют примитивное простое гнездо единообразной конструкции, как правило только с двумя гнездовыми камерами. Гнёзда имеют характерные характерные воронки, сооруженные как между камерами, так и у входа в гнездо. Колонии насчитывают в среднем всего 35 рабочих и максимум 72 рабочих (из 26 раскопанных колоний). В гнёздах присутствовали бескрылые матки. Большинство семей моногинные: в 21 гнезде содержалась одна матка, в 5 гнёздах — 2 матки. Матки, хотя и отличались морфологически, были немного крупнее рабочих. Вес королевы в среднем всего в 1,4 раза превышает средний вес рабочих.
В гнёздах Harpegnathos venator обнаружена мирмекофильная двупароногая многоножка Glyphiulus granulatus (Diplopoda; Spirostreptida). Из 64 исследованных в Гонконге муравейников H. venator, эта многоножка была найдена в 25 гнёздах. В лабораторных муравейниках эти многоножки выживали вместе с муравьями до 3 месяцев и муравьи на них не нападали и не жалили.

## Таксономия
Вид был впервые описан в 1858 году английским энтомологом Фредериком Смитом под названием Drepanognathus venator Smith, 1858 в составе рода Drepanognathus. В 1889 году итальянский мирмеколог Карл Эмери включил его в состав рода Harpegnathos. Выделяют несколько подвидов:
- Harpegnathos venator chapmani Donisthorpe, 1937
- Harpegnathos venator rugosus Mayr, 1862